# Dioctria atrorubens
Dioctria atrorubens är en tvåvingeart som beskrevs av Seguy 1930. Dioctria atrorubens ingår i släktet Dioctria och familjen rovflugor. Inga underarter finns listade i Catalogue of Life.